# Karl Allgöwer
Karl Allgöwer (5 de janeiro de 1957) é um ex-futebolista Alemão, que atuava como meia.

## Carreora
Crescido em Geislingen an der Steige, Allgöwer completou sua juventude no SV Altenstadt e SC Geislingen antes de se mudar para Stuttgart e marcar 59 gols pelo Stuttgart Kickers, time da 2. Bundesliga, de 1977 a 1980 como atacante. O rival local VfB pagou 750.000 marcos alemães para tê-lo no time que jogava na Bundesliga. Com apenas algumas partidas pelo novo time, ele foi convocado para o time B da Alemanha, impressionando por ser um meio-campo artilheiro. Devido o seu progresso imediato, obteve uma convocação de Jupp Derwall para a Seleção Alemã.